# جهنده‌ماهی دلقک
جهنده‌ماهی دلقک (نام علمی: Percina crypta) نام یک گونه از سرده جهنده‌ماهی‌های شکم‌زبر است.